# Jardín de Balata
El Jardín de Balata es un jardín botánico privado de unas 3 hectáreas de extensión, situado en Fort-de-France, en Martinica. 
El código de identificación del Jardín de Balata  como  miembro del "Botanic Gardens Conservation Internacional" (BGCI), así como las siglas de su herbario es FORFB.  

## Localización
Jardin de Balata, Route de Balata, 97200 Fort-de-France La Martinique-Martinica, France-Francia.

## Historia
La propiedad de la finca, adquirida por el padre de Jean Philippe Thoze durante la Segunda Guerra Mundial, no era entonces más que una simple casa de campo a los pasos de una explotación agrícola. 
En consecuencia, se revendió a la abuela del actual propietario quien la utilizó de inicio como residencia secundaria luego como vivienda principal durante su jubilación. 
A su desaparición la finca se dejó abandonada durante diez años.
Este jardín botánico de Balata comenzó su andadura en 1982, siendo la creación de Jean Philippe Thoze, horticultor al frente de una empresa de paisaje, utilizaba los terrenos abandonados del patrimonio familiar, como almacenamiento para las plantas que tenía la práctica de reunir en sus numerosos viajes. 
Luego vino el día en que la familia decide vender la finca y Jean Philippe Thoze se la quedó en propiedad. 
Abrió sus puertas al público el 19 de abril de 1986 y su nombre es debido al del árbol balatá (Manilkara bidentata), en otros tiempos muy numeroso en estas tierras. 

## Colecciones
En este jardín botánico que alberga más de 3000 especies de plantas tropicales, son de destacar las siguientes colecciones de plantas, 
- Árboles tropicales ornamentales, arbustos y plantas herbáceas perennes.
- Helechos arborescentes,
- Zingiberaceae,
- Aristolochia,
- Guzmania,
- Psidium,
- Colección de palmas (80 spp.),
- Bromeliaceae,
- Alpinia,
- Hibiscus,
- Anthurium,
- Colección de orquídeas nativas, tales como Chranichis muccosa, Prosthechea cochleata,

Algunas vistas del Jardín de Balata.

Detalles
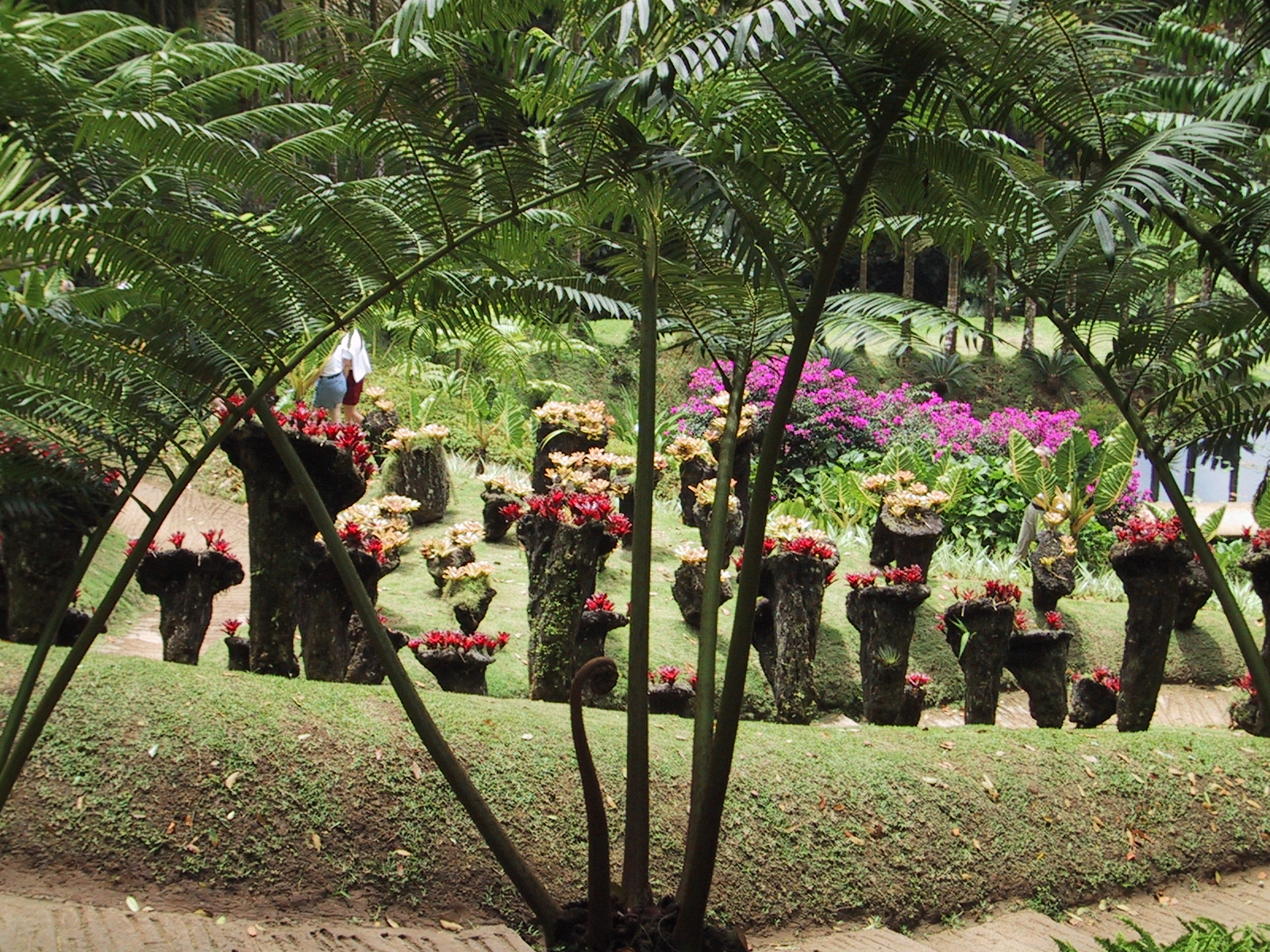
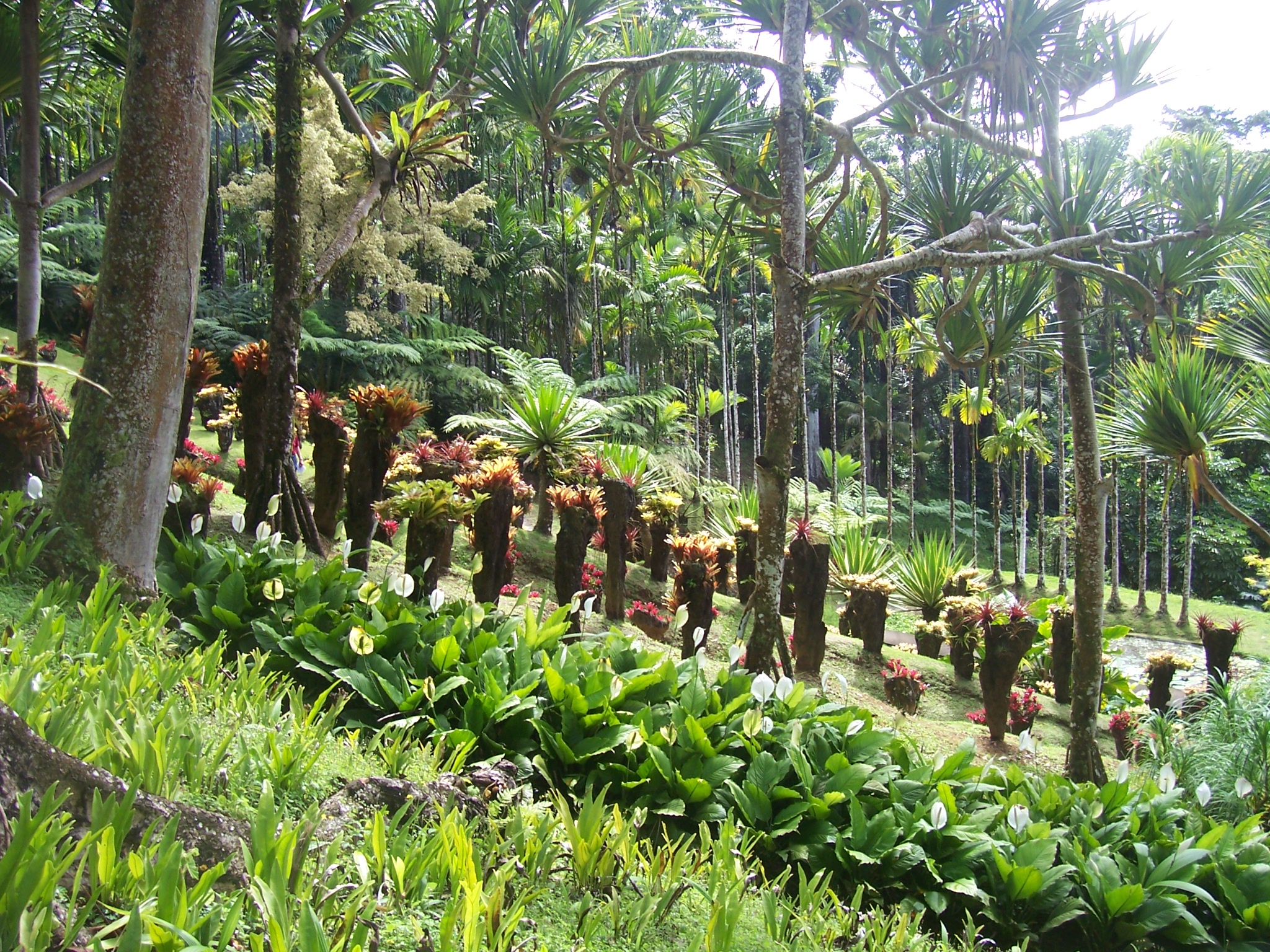
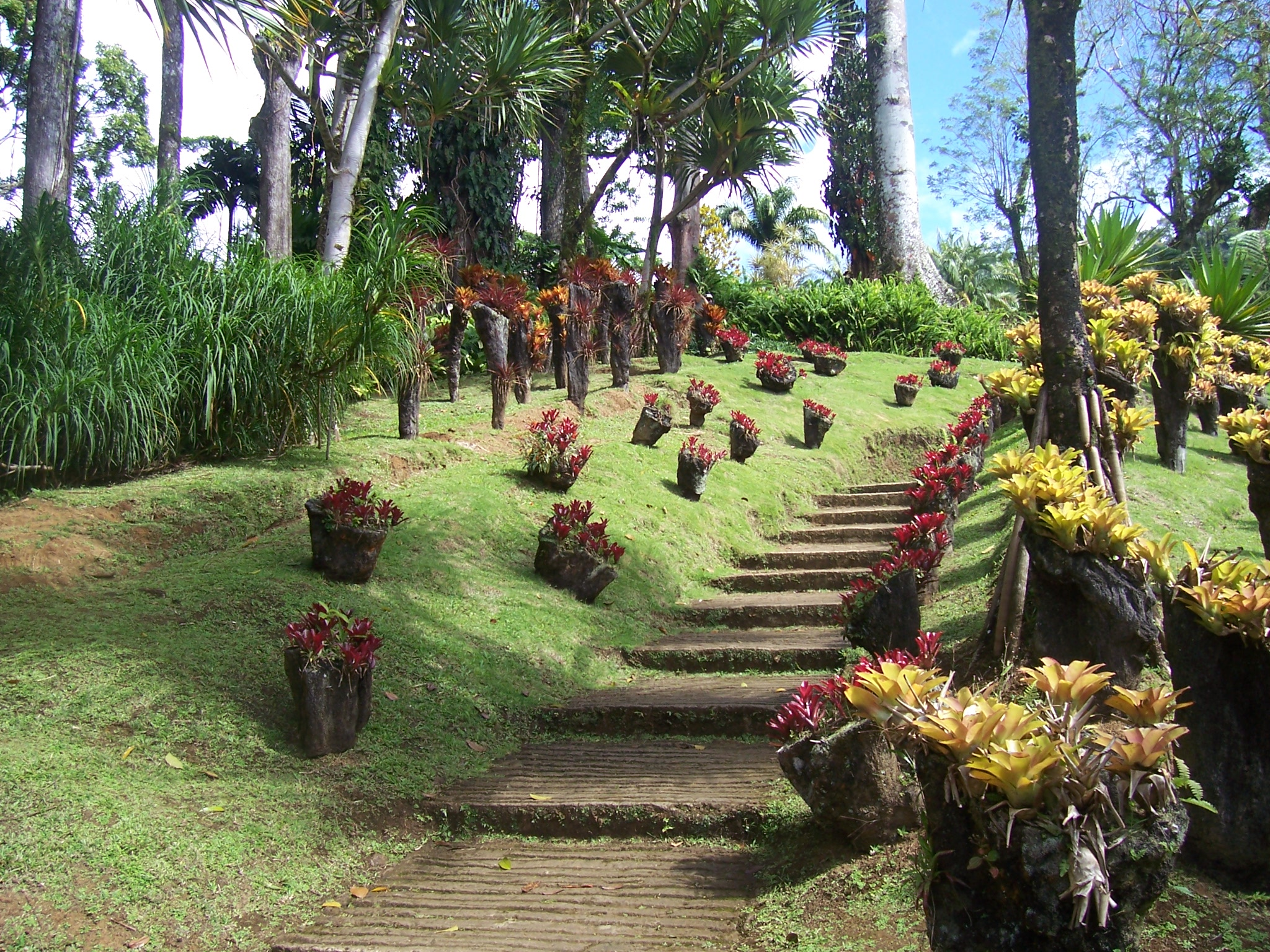
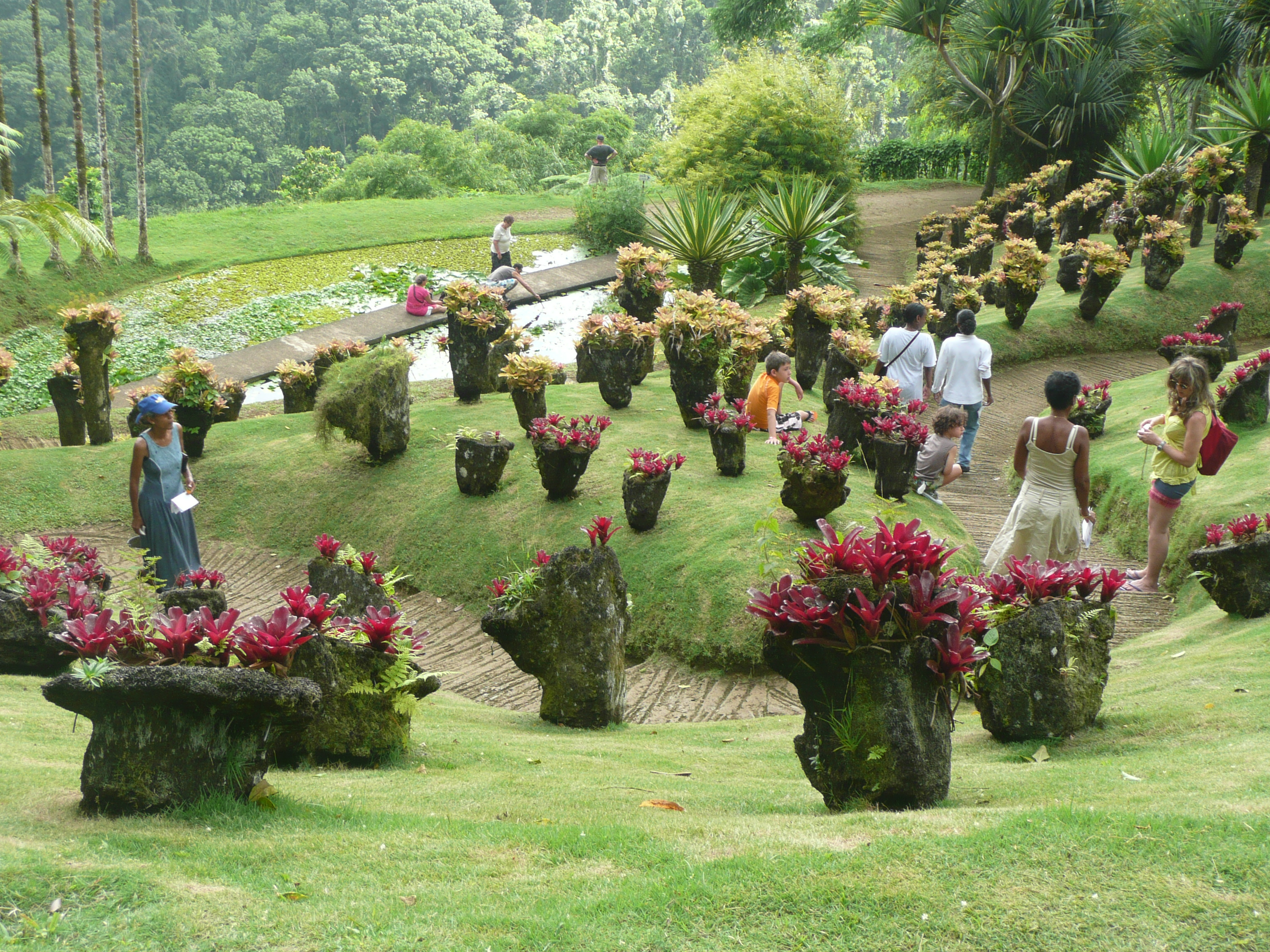